# Sainte-Catherine, Trois-Rivières
Sainte-Catherine är en del av staden Trois-Rivières i Kanada. Den ligger i regionen Mauricie och provinsen Québec, i den sydöstra delen av landet, 260 km öster om huvudstaden Ottawa.